# Bustighera
Bustighera (Bustighera in dialetto locale) è una frazione del comune lombardo di Mediglia posta ad oriente del centro abitato, verso Tribiano. A fianco la chiesa di S.Maria Assunta, al posto dell'antica canonica sorgono le comunità familiari di Casa San Giuseppe. Due nuclei familiari accolgono minori in difficoltà accompagnandoli, dopo la maggiore età, verso l'autonomia. 

## Storia
La località è un borgo agricolo milanese di antica origine. La comunità apparteneva alla Pieve di San Giuliano, e confinava con Mercugnano a nord, Canobbio e Tribiano ad est, Colturano a sud, e Mediglia ad ovest. Al censimento del 1751 la località fece registrare solo 70 residenti.
In età napoleonica, nel 1805, la popolazione era salita a 219 unità, e nel 1809 furono aggregati a Bustighera i comuni di Canobbio, Gavazzo, Mercugnano e Vigliano per un totale di 953 cittadini; mentre due anni dopo Bustighera con le sue frazioni conobbe la prima esperienza di annessione al comune di Mediglia. Tutti i centri recuperarono comunque l'autonomia nel 1816 dopo la costituzione del Regno Lombardo-Veneto.
Al censimento del 1853 il Comune di Bustighera contava 421 abitanti, a quello del 1861 il numero era salito a 433. Nel 1869 il Comune di Bustighera venne infine aggregato a quello di Mediglia seguendo l'antico modello napoleonico.

## Monumenti e luoghi d’interesse

### Architetture religiose
La Chiesa di Santa Maria Assunta è sede di una parrocchia pluri-centenaria.